# كارتاغو (محافظة)
كارتاغو (بالإسبانية: Cartago)‏ هي محافظة من محافظات كوستاريكا. تقع في الجزء المتوسط من الدولة وتعني «قرطجة» نسبة إلى المدينة القديمة في ساحل إفريقيا الشمالي قرب مدينة تونس). وتحد محافظة ليمون من الشرق، والعاصمة سان خوسيه من الغرب. والمدينة الرئيسة هي كارتاغو والتي كانت سابقا عاصمة كوستاريكا ختى عام 1823. وتبلغ مساحتها 3,124.61 كم².
ولديها عدد سكان بحوالي 490,903 نسمة.
وتتصل بالعاصمة سان خوسيه بأربع طرق. وتعد هذه المحافظة واحدة من أصغر المحافظات في كوستاريكا. كما يبدو أنها غزيرة بالسكان. أعلى قمة في المحافظة هي سيرّو دي لا مويرتيه 3,600 متر فوق سطح الماء. والنقطة الأكثر انخفاضا هي توريالبا والتي تعلو 90 متر فوق سطح الماء.

## المقاطعات
تقسم محافظة كارتاغو إلى 8 مقاطعات ( كانتونات ) :
1. كارتاغو
2. باراييسو
3. لا أونيون
4. خيمينيس
5. توريالبا
6. الفاراذو
7. أوريامونو
8. إلغاركو

## ألبوم صور

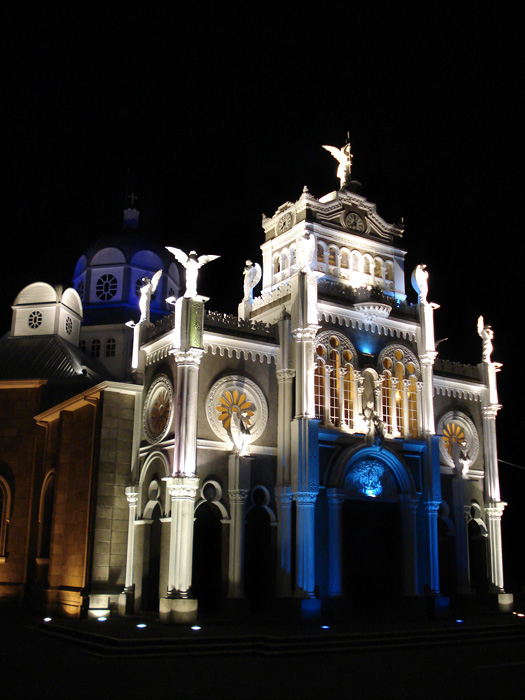
كنيسة لوس أنخيليس
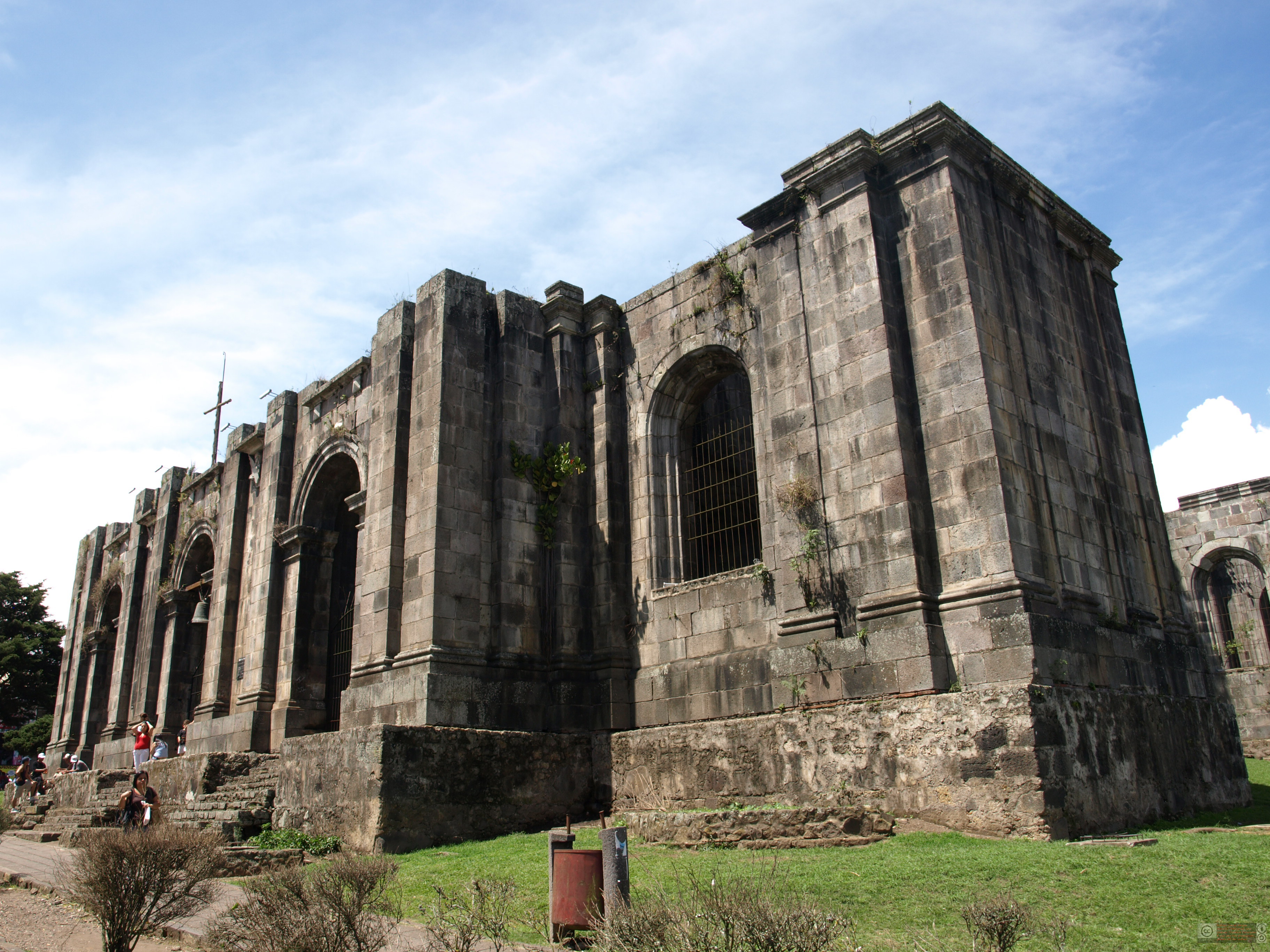
صورة لآثار باروكيا دي سانتياغو أبوستول
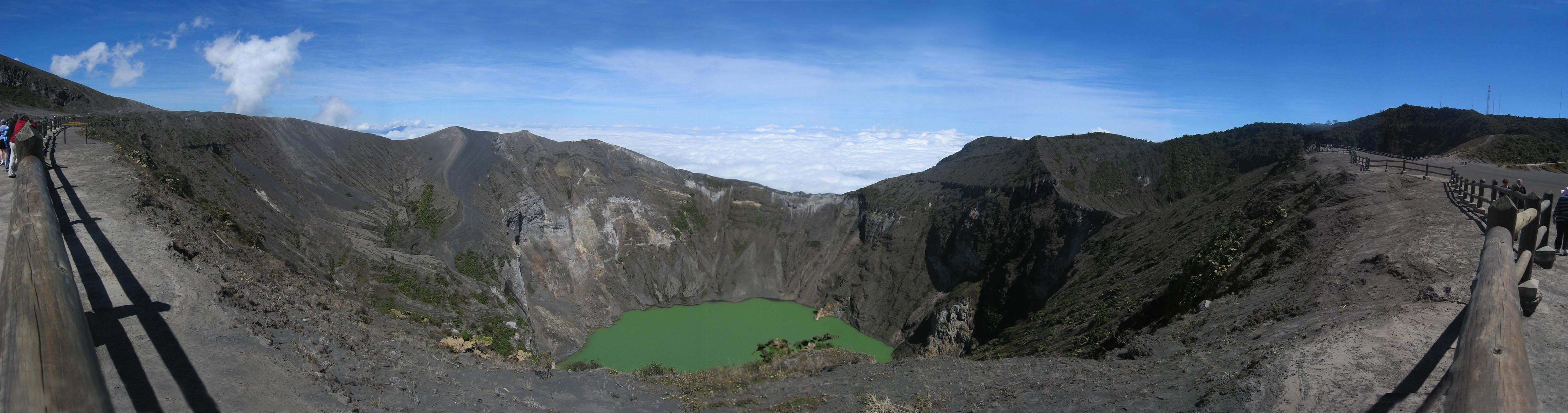
بركان إيراثو
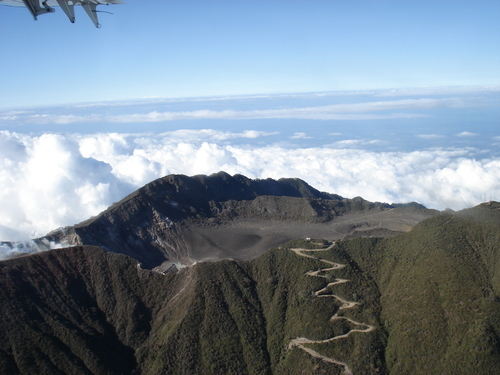
بركان توريالبا
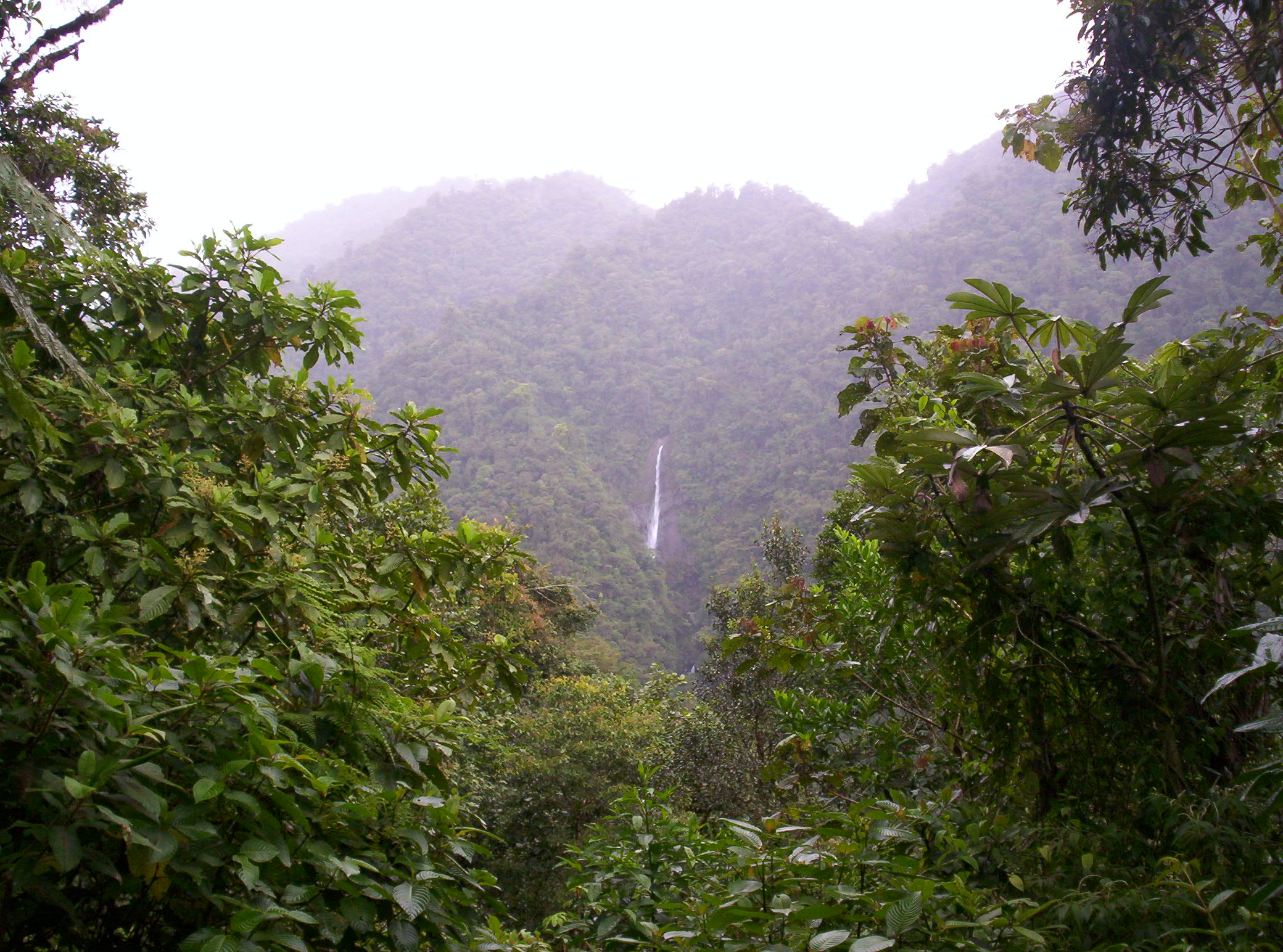
حديقة تبانتي العامة
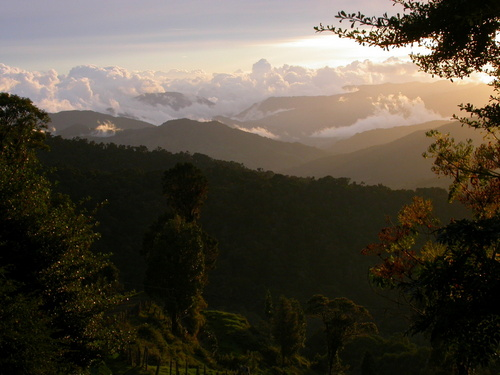
سيرّو دي لا مويرتيه
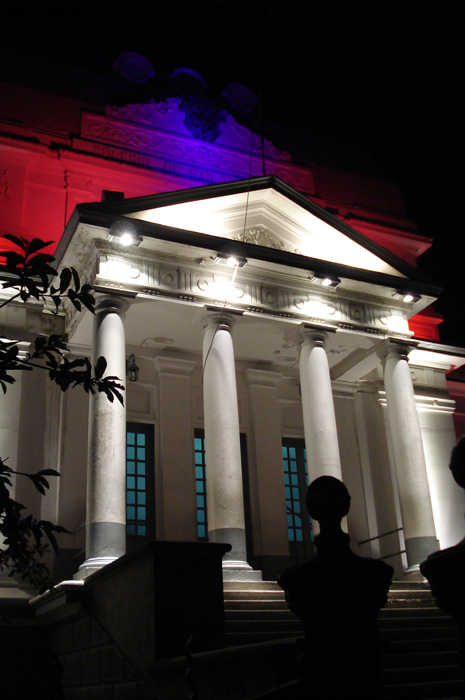
كلية سان لويس كونساغا
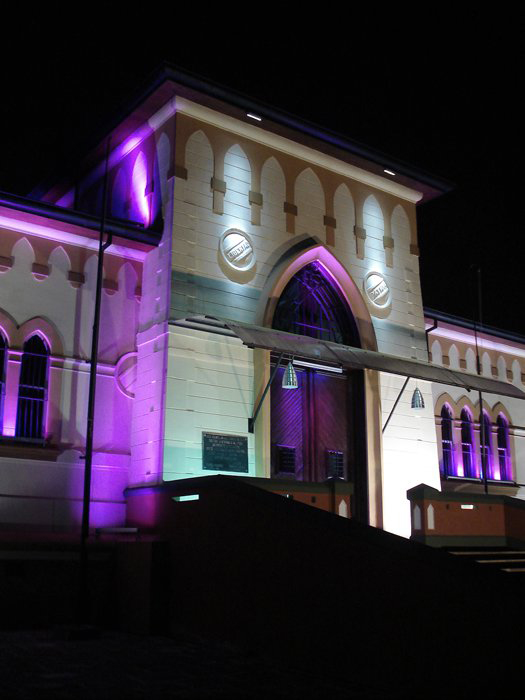
متحف كارتاغو

## أعلام
- فيديريكو راميريز